# Justus Graß
Justus Wilhelm Graß (* 4. März 1799 in Freienhagen; † 28. Februar 1869 ebenda) war ein deutscher Bürgermeister und Politiker.

## Leben
Graß war der Sohn des Rezeptors Johannes Graß (* 25. September 1762 in Freienhagen; † 21. Mai 1805 ebenda) und der Maria Magdalena geborene Kindermann (* 8. Oktober 1767 in Freienhagen; † 4. März 1822 ebenda). Er war evangelisch und heiratete am 30. Juli 1820 in Freienhagen Johanna Friederike Elisabeth Kindermann (* 11. Juni 1797 in Freienhagen; † 21. Juni 1874 ebenda), die Tochter des Gemeindeherren Johannes Kindermann und der Juliana Elisabeth Schluckebier. 
Graß lebte als Landwirt in Freienhagen, wo er von Herbst 1844 bis Herbst 1846 auch Bürgermeister war. Als solcher war er vom 4. November 1844 bis zum 16. Oktober 1846 Mitglied des Landstandes des Fürstentums Waldeck.